# 马场坪街道
马场坪街道，是中华人民共和国贵州省黔南布依族苗族自治州福泉市下辖的一个街道办事处。
2014年1月7日，贵州省人民政府批复同意福泉市行政区划调整；2014年1月15日，黔南州人民政府批复同意设置马场坪街道办事处，辖原马场坪街道的平堡村、三堡村、马场坪村、笔山社区、金山南路社区、瓮福社区，原黄丝镇的黄丝村、鱼酉村、安谷村、沙坪村、黄丝街道社区，原凤山镇的甘巴哨村，办事处驻笔山社区。

## 行政区划
马场坪街道下辖以下地区：
金山南路社区、笔山社区、宏福公司马场坪生活区社区、马场坪村、三堡村、平堡村、黄丝街道社区、沙坪村、黄丝村、鱼酉村、安谷村和甘巴哨村。

## 交通
- 沪昆铁路：黄丝站